# Ronde van het Baskenland 2024 (mannen)
De 63e editie van de meerdaagse wielerwedstrijd Ronde van het Baskenland voor mannen vond in 2024 plaats van 1 tot en met 6 april als onderdeel van de UCI World Tour 2024. De winnaar van de vorige editie Jonas Vingegaard werd opgevolgd door de Spanjaard Juan Ayuso op de erelijst. 

## Deelnemende ploegen
De achttien UCI World Tour-teams van dit seizoen plus zes  Proteams startten met zeven renners per team wat het deelnemersveld op 168 bracht.

## Etappe-overzicht
| etappe | datum   | start           | finish            | afstand  | type                | winnaar          | Klassementsleider |
| ------ | ------- | --------------- | ----------------- | -------- | ------------------- | ---------------- | ----------------- |
| 1      | 1 april | Irun            | Irun              | 10 km    | Individuele tijdrit | Primož Roglič    | Primož Roglič     |
| 2      | 2 april | Irun            | Kanbo             | 160 km   | Heuvelrit           | Paul Lapeira     | Primož Roglič     |
| 3      | 3 april | Ezpeleta        | Altsasu           | 190,9 km | Bergrit             | Quinten Hermans  | Primož Roglič     |
| 4      | 4 april | Etxarri-Aranatz | Legutio           | 157,5 km | Bergrit             | Louis Meintjes   | Mattias Skjelmose |
| 5      | 5 april | Vitoria-Gasteiz | Amorebieta-Etxano | 175,9 km | Bergrit             | Romain Grégoire  | Mattias Skjelmose |
| 6      | 6 april | Eibar           | Eibar             | 137,8 km | Bergrit             | Carlos Rodríguez | Juan Ayuso        |

## Klassementenverloop
| Etappe       | Winnaar          | Algemeen klassement · | Puntenklassement · | Bergklassement · | Jongerenklassement · | Ploegenklassement |
| ------------ | ---------------- | --------------------- | ------------------ | ---------------- | -------------------- | ----------------- |
| 1            | Primož Roglič    | Primož Roglič         | Primož Roglič      | Primož Roglič    | Juan Ayuso           | UAE Team Emirates |
| 2            | Paul Lapeira     | Primož Roglič         | Primož Roglič      | Primož Roglič    | Juan Ayuso           | BORA-hansgrohe    |
| 3            | Quinten Hermans  | Primož Roglič         | Quinten Hermans    | Louis Meintjes   | Juan Ayuso           | BORA-hansgrohe    |
| 4            | Louis Meintjes   | Mattias Skjelmose     | Quinten Hermans    | Louis Meintjes   | Juan Ayuso           | BORA-hansgrohe    |
| 5            | Romain Grégoire  | Mattias Skjelmose     | Alex Aranburu      | Louis Meintjes   | Juan Ayuso           | UAE Team Emirates |
| 6            | Carlos Rodríguez | Juan Ayuso            | Alex Aranburu      | Sepp Kuss        | Juan Ayuso           | UAE Team Emirates |
| 0Eindstanden | 0Eindstanden     | Juan Ayuso            | Alex Aranburu      | Sepp Kuss        | Juan Ayuso           | UAE Team Emirates |

Mannen:
1924 · 1925 · 1926 · 1927 · 1928 · 1929 · 1930 · 1931–1934 · 1935 · 1936–1968 · 1969 · 1970 · 1971 · 1972 · 1973 · 1974 · 1975 · 1976 · 1977 · 1978 · 1979 · 1980 · 1981 · 1982 · 1983 · 1984 · 1985 · 1986 · 1987 · 1988 · 1989 · 1990 · 1991 · 1992 · 1993 · 1994 · 1995 · 1996 · 1997 · 1998 · 1999 · 2000 · 2001 · 2002 · 2003 · 2004 · 2005 · 2006 · 2007 · 2008 · 2009 · 2010 · 2011 · 2012 · 2013 · 2014 · 2015 · 2016 · 2017 · 2018 · 2019 · 2020 · 2021 · 2022 · 2023 · 2024 · 2025
Vrouwen: 
2022 · 2023 · 2024 · 2025
Tour Down Under ·
Great Ocean Road Race ·
Ronde van de Verenigde Arabische Emiraten ·
Omloop Het Nieuwsblad ·
Strade Bianche ·
Parijs-Nice · 
Tirreno-Adriatico · 
Milaan-San Remo ·
Ronde van Catalonië ·
Classic Brugge-De Panne ·
E3 Saxo Classic ·
Gent-Wevelgem ·
Dwars door Vlaanderen ·
Ronde van Vlaanderen ·
Ronde van het Baskenland ·
Parijs-Roubaix ·
Amstel Gold Race ·
Waalse Pijl ·
Luik-Bastenaken-Luik ·
Ronde van Romandië ·
Eschborn-Frankfurt ·
Ronde van Italië ·
Critérium du Dauphiné ·
Ronde van Zwitserland ·
Ronde van Frankrijk ·
Clásica San Sebastián ·
Ronde van Polen ·
Bretagne Classic ·
BEMER Cyclassics ·
Renewi Tour ·
Ronde van Spanje ·
GP van Quebec ·
GP van Montreal ·
Ronde van Lombardije ·
Ronde van Guangxi